# Vicente Carretón Cano
Vicente Carretón Cano (Argamasilla de Alba, Ciudad Real, 4 de agosto de 1955, La Haya, 14 de marzo de 2013) fue un artista y crítico de arte español especialista en nuevos medios, siendo uno de los pioneros en la holografía y vídeo arte.

## Trayectoria profesional
Ha comisariado numerosas exposiciones en diferentes festivales en España y fue "assistant curator" en el World Wide Video Festival en La Haya en los años 1995 y 1996, y en Amsterdam en 1997. Fue el comisario de Video Arco Madrid ARCO, 1992 y 1993 y en la II Bienal de la Imagen en Movimiento en el Museo Reina Sofía de Madrid en el año 1992. En esta misma institución comisaríó la sección de Holografía en la exposición inaugural titulada Procesos Cultura y Nuevas Tecnologías en el Centro de Arte Reina Sofía de Madrid en 1986.
Impartió conferencias en Arte y Tecnología en la Fundación Telefónica de Madrid, el Goethe Institute en Buenos Aires, the Akademie der Künste en Berlin y la Universidad de Valencia, Amsterdam y Buenos Aires.

## Publicaciones
Dialnet recoge las publicaciones realizadas entre los años 1986 y 2011
Escribió en prensa  sobre diversos artistas y nuevas tecnologías, además de en  catálogos y revistas especializadas como en Artecontexto dirigida por Alicia Murria.
Entre sus múltiples actividades, realizó diversas entrevistas como la realizada al histórico artista sonoro John Cage, titulada Murmullos que  anhelan el silencio.